# 松山真之
松山 真之（まつやま まさゆき、2000年8月18日 - ）は、東京都出身の元プロ野球選手（投手）。右投右打。NPBでは育成選手であった。

## 経歴

### プロ入り前
小学校1年生の時に野球を始め、中学校では軟式野球部に所属した。
高校は東京都立第四商業高等学校に進学。夏の西東京大会では3年連続初戦敗退するなど、全国大会への出場はなかった。
高校卒業後は就職予定であったが、就職活動に失敗したため、BCリーグのトライアウトを受験。富山GRNサンダーバーズに合格し、入団した。背番号は19。

### 富山時代
富山では中継ぎを中心として23試合に登板し、0勝2敗1セーブ、防御率4.74を記録。高校時代のストレートの最速は138km/hであったが、富山では最速147km/hを記録した。
9月には、富山の二岡智宏監督（当時）の勧めで、オリックス・バファローズの入団テストを受験。2019年10月17日に行われたドラフト会議で、オリックスから育成8位指名を受け、11月19日に支度金330万円、年俸240万円で入団に合意した。背番号は008。この年指名された全107選手中、最後に指名された選手となった。

### オリックス時代
2020年は、ウエスタン・リーグで21試合に登板し、1勝0敗1セーブ、防御率5.40を記録した。
2021年は、ウエスタン・リーグで7試合に登板。後半にかけて調子を上げ、2勝0敗、防御率0.00を記録した。
2022年は、ウエスタン・リーグで4試合に登板し、0勝0敗、防御率4.50を記録。10月4日に戦力外通告を受け、現役引退を表明した。

## 詳細情報

### 独立リーグでの投手成績
| 年 度     | 球 団     | 登 板 | 勝 利 | 敗 戦 | セ 丨 ブ | 完 投 | 勝 率 | 投 球 回 | 打 者 | 被 安 打 | 被 本 塁 打 | 奪 三 振 | 与 四 球 | 与 死 球 | 失 点 | 自 責 点 | 暴 投 | ボ 丨 ク | 失 策 | 防 御 率 | W H I P |
| --------- | --------- | ----- | ----- | ----- | -------- | ----- | ----- | -------- | ----- | -------- | ----------- | -------- | -------- | -------- | ----- | -------- | ----- | -------- | ----- | -------- | ------- |
| 2019      | 富山      | 23    | 0     | 1     | 1        | 0     | .000  | 24.2     | 121   | 22       | 2           | 19       | 29       | 2        | 16    | 13       | 3     | 0        | 0     | 4.73     | 2.07    |
| 通算：1年 | 通算：1年 | 23    | 0     | 1     | 1        | 0     | .000  | 24.2     | 121   | 22       | 2           | 19       | 29       | 2        | 16    | 13       | 3     | 0        | 0     | 4.73     | 2.07    |

### NPB年度別投手成績
- 一軍公式戦出場なし

### 背番号
- 19（2019年）
- 008（2020年 - 2022年）